# 내물 마립간
내물마립간(奈勿麻立干, ? ~ 402년 음력 2월, 재위: 356년 음력 4월 ~ 402년 음력 2월) 또는 내물이사금(奈勿泥師今)은 신라의 17대 임금으로, 내물왕(奈勿王)이라고도 한다. 다른 이름은 나물(那勿), 나밀(那密)이다. 내물 이사금 재위 시 신라는 활발한 정복 활동으로 낙동강 동쪽의 진한 지역 대부분을 차지하는 등 지배세력이 강화되어 중앙집권국가로서의 면모를 보이기 시작했다. 석씨 가문의 흘해 이사금에 이어 김씨인 내물 이사금이 등극함으로써 이후 김씨의 왕위 계승이 확립되었다. 이는 왕권이 강화되고 안정되어 여타 집단들에 대한 통제력이 강화되었음을 의미하였다.

## 생애
내물 마립간에 대한 기록은 삼국사기, 삼국유사에 있다.

### 출신
성은 김씨이다. 삼국사기에 의하면, 구도 갈문왕의 자손으로, 아버지는 13대 미추 이사금의 동생인 각간 김말구(金末仇)요, 어머니는 휴례부인 김씨(休禮夫人 金氏)이다. 왕후는 보반부인이다. 삼국유사는 그가 구도 갈문왕의 아들이라고도 한다.

### 즉위 초기
356년, 전대 임금인 흘해 이사금에 아들이 없어 미추 이사금의 사위인 내물이 임금이 되었다. 내물은 임금이 된 이듬해 과부, 고아 등을 긍휼하였으며, 그 다음해에는 시조묘에 제사를 지냈다. 
366년부터 백제와 동맹을 맺고, 예물을 받기도 하였다. 그러나 373년에 백제의 독산성주가 투항해온 일로 근초고왕의 항의를 받기도 하였다.
381년에 고구려를 통해 전진에 사신을 보냈는데, 이 때의 일이 진서에 다음과 같이 기록되다.
 秦書曰: 「符堅 建元十八年(382), 新羅國王樓寒, 遣使衛頭, 獻美女. 國在百濟東, 其人多美髮, 髮長丈餘.」.
又曰: 「符堅時, 新羅國王樓寒, 遣使衛頭朝貢, 堅曰: 『鄕言, 海東之事, 與古不同, 何也.』, 荅曰: 『亦猶中國時代變革, 名號改易.』」.
 
진서에, "부견 건원18년(382년)에 신라국왕 누한樓寒이 위두衛頭를 보내 미녀를 바쳤다. 신라는 백제의 동쪽에 있으며, 미인이 많고 머리카락이 장여(약 3m)에 달한다."라고 써있다.
다시 이르기를, "부견의 때에, 신라국왕 누한이 위두를 보내 조공하였다. 부견은 "경이 말하는 해동海東의 일이 예전같지 않음은, 어찌된 까닭인가" 묻자 "중국과 같이 시대가 변혁하고, 이름을 바꾼 것입니다"라고 답하였다."라고 써있다.
 — 태평어람 781권 사이부 2 동이 신라

### 고구려의 남진
고구려는 대방군이 위치한 영역이 힘의 공백상태에 놓이자 이 영역을 두고 백제와 신경전을 벌였으나, 백제에 의해 고국원왕이 전사하는 등 패전을 거듭하여 해당 지역의 주권을 넘겨주었다. 이후 고구려는 내부를 안정시킨 뒤 다시금 백제를 향해 고삐를 돌렸다. 백제는 고구려의 압박에 부담을 느끼고 신라, 왜, 가야와 동맹을 맺고자 하였으나 신라는 낙동강을 두고 가야와 경쟁하고 있던 까닭에 동맹을 맺지 않고 오히려 백제의 독산성을 취했다. 이런 까닭에 내물 마립간은 고구려를 의지하고자 하였고, 392년에는 실성을 볼모로 보내기까지 하였다.
광개토대왕은 396년에 백제를 공격해 58개성을 취하고 백제 아신왕이 노객이 되어 조공하겠다며 항복하자 물러갔다. 그러나 아신왕은 신라와 경쟁관계였던 가야와 왜를 부추기고, 같이 신라를 치게 하였다. 잇단 천재지변과 왜의 침략으로 국력이 소진된 신라는 남천 가에서 크게 패하였다. 이에 내물왕은 평양에 진주해 있던 광개토대왕에게 사신을 보내 스스로 노객이 될 것을 청하였고, 이듬해인 400년에 광개토대왕은 5만의 병력으로 경주에 있던 왜와 백제, 가야를 물리친 뒤 가야까지 정벌하였다.
결국 내물왕은 고구려와 수평적 관계를 맺는데 실패하였다. 고구려는 신라에 병력을 주둔시켰고, 내물왕은 직접 광개토대왕에게 가 직접 노객으로써의 예를 표하였다.

### 죽음
고구려 덕에 신라는 오랜 숙적인 가야를 패퇴시키고 낙동강 하구에 이르는 지역을 손에 넣을 수 있었지만 한편으로는 한동안 고구려의 속국으로 전락하였다. 내물 마립간은 402년 5월에 사망했다. 첨성대 서남쪽으로 그의 능이 조영되었다. 이후 401년에 고구려에서 돌아온 볼모인 실성이 그 뒤를 이어 임금이 되었다.

## 대외 관계

### 백제
366년 음력 3월 백제가 사신을 보내와 동맹을 맺었으며, 368년 봄에는 백제 근초고왕이 명마 두 필을 보내왔다. 373년 백제의 독산성주가 3백 명의 주민과 함께 투항해오자, 내물 마립간은 이들을 받아들여 진한 6부에 나누어 살게 하였다. 이에 근초고왕의 항의가 있었으나 내물 마립간은 그들을 돌려보내지 않았다.

### 고구려
392년 고구려가 사신을 보내왔으며, 고구려의 세력이 강성해져 내물 마립간은 이찬 대서지의 아들 실성을 고구려에 볼모로 보냈다. 399년 백제와 가야 그리고 왜의 연합공격을 받은 내물 마립간이 고구려 광개토왕에게 구원을 요청함으로써 광개토왕은 5만 군사를 보내 가야와 백제, 왜의 연합군을 물리치는데 성공했지만 결국 신라는 고구려의 보호를 받는 처지에 놓이게 되었으며, 그로 인하여 고구려의 군대가 신라 영토 안에 머물기도 하였다. 주변국의 잇단 침공으로 정신적 충격을 받은 내물 마립간이 몸져눕자 401년 고구려는 볼모로 와있던 실성을 돌려보내 왕위를 잇게 하였다. 신라는 고구려의 간섭을 받는 한편, 보다 앞선 고구려의 문화와 고구려를 통한 중국 북조(北朝)의 문화를 도입하며 차차 발전을 하게 되었다.

### 왜(倭)
364년 음력 4월 왜가 크게 군사를 일으켜 쳐들어오자, 토함산 아래에 허수아비 수천 기를 세워 신라 군사로 위장하고 들녘에 용병을 매복시켜놓았다. 토함산에 신라 군사가 많은 것으로 믿은 왜군은 곧바로 직진하여 들녘으로 향했으나 신라 복병의 뜻하지 않은 공격을 받고 대패하여 달아났다. 393년 음력 5월 왜인이 다시 쳐들어와 금성을 포위하고 닷새가 되도록 포위를 풀지 않았다. 군사들은 마립간에게 나가 싸우기를 청하였지만, 마립간은 이를 허락하지 않고 왜군의 식량이 떨어질 때까지 농성하여, 마침내 왜군이 퇴각하자 2백 기병으로 퇴로를 막고 보병 1천을 내보내 협공함으로써 크게 승리를 거두었다.

### 전진(前秦)
381년, 위두(衛頭)를 중국의 진(351년~394년)에 보내 토산물을 바쳤다. 진의 황제 부견(재위 357년~ 385년)이 묻기를 "해동의 사정을 말하매 언어가 예전과 다르니 어찌 된 일인가?" 하는데 위두가 답하기를 "이는 중국과 동일한 현상이라, 시대가 바뀌며 말과 이름이 변하니 오늘의 말이 어찌 옛과 같겠는가?" 하였다.

## 가계
- 할아버지 : 구도 갈문왕
- 아버지 : 각간 김말구(金末仇) 갈문왕
- 어머니 : 휴례부인 김씨(休禮夫人 金氏)
  - 왕후 : 보반부인 김씨(保反夫人 金氏)
    - 아들 : 눌지 마립간(訥祗麻立干)
    - 아들 : 김복호(卜好) : 내물 이사금의 둘째 아들
    - 아들 : 미사흔(未斯欣) : 내물 이사금의 셋째 아들(? ~ 433년)

### 가계도
|                         |                         | 구도 갈문왕 仇道 葛文王     |                             |                             |                             |                             |                             |  |  |           |           |           |           |           |           |           |           |           |           |                         |                         |                         |                         |                         |                         |                             |                             |                             |                             |                             |                             |  |  |  |  |  |  |  |  |  |  |  |  |  |  |  |  |  |  |  |  |
|                         |                         |                             |                             |                             |                             |                             |                             |  |  |           |           |           |           |           |           |           |           |           |           |                         |                         |                         |                         |                         |                         |                             |                             |                             |                             |                             |                             |  |  |  |  |  |  |  |  |  |  |  |  |  |  |  |  |  |  |  |  |
|                         |                         |                             |                             |                             |                             |                             |                             |  |  |           |           |           |           |           |           |           |           |           |           |                         |                         |                         |                         |                         |                         |                             |                             |                             |                             |                             |                             |  |  |  |  |  |  |  |  |  |  |  |  |  |  |  |  |  |  |  |  |
|                         |                         | 미추 이사금 味鄒 泥師今     | 미추 이사금 味鄒 泥師今     | 미추 이사금 味鄒 泥師今     | 미추 이사금 味鄒 泥師今     | 미추 이사금 味鄒 泥師今     | 미추 이사금 味鄒 泥師今     |  |  |           |           |           |           | 말구 末仇 | 말구 末仇 | 말구 末仇 | 말구 末仇 | 말구 末仇 | 말구 末仇 |                         |                         |                         |                         |                         |                         | 휴례부인 김씨 休禮夫人 金氏 | 휴례부인 김씨 休禮夫人 金氏 | 휴례부인 김씨 休禮夫人 金氏 | 휴례부인 김씨 休禮夫人 金氏 | 휴례부인 김씨 休禮夫人 金氏 | 휴례부인 김씨 休禮夫人 金氏 |  |  |  |  |  |  |  |  |  |  |  |  |  |  |  |  |  |  |  |  |
|                         |                         | 미추 이사금 味鄒 泥師今     | 미추 이사금 味鄒 泥師今     | 미추 이사금 味鄒 泥師今     | 미추 이사금 味鄒 泥師今     | 미추 이사금 味鄒 泥師今     | 미추 이사금 味鄒 泥師今     |  |  |           |           |           |           | 말구 末仇 | 말구 末仇 | 말구 末仇 | 말구 末仇 | 말구 末仇 | 말구 末仇 |                         |                         |                         |                         |                         |                         | 휴례부인 김씨 休禮夫人 金氏 | 휴례부인 김씨 休禮夫人 金氏 | 휴례부인 김씨 休禮夫人 金氏 | 휴례부인 김씨 休禮夫人 金氏 | 휴례부인 김씨 休禮夫人 金氏 | 휴례부인 김씨 休禮夫人 金氏 |  |  |  |  |  |  |  |  |  |  |  |  |  |  |  |  |  |  |  |  |
|                         |                         |                             |                             |                             |                             |                             |                             |  |  |           |           |           |           |           |           |           |           |           |           |                         |                         |                         |                         |                         |                         |                             |                             |                             |                             |                             |                             |  |  |  |  |  |  |  |  |  |  |  |  |  |  |  |  |  |  |  |  |
|                         |                         | 보반부인 김씨 保反夫人 金氏 | 보반부인 김씨 保反夫人 金氏 | 보반부인 김씨 保反夫人 金氏 | 보반부인 김씨 保反夫人 金氏 | 보반부인 김씨 保反夫人 金氏 | 보반부인 김씨 保反夫人 金氏 |  |  |           |           |           |           |           |           |           |           |           |           | 나물 마립간 奈勿 麻立干 | 나물 마립간 奈勿 麻立干 | 나물 마립간 奈勿 麻立干 | 나물 마립간 奈勿 麻立干 | 나물 마립간 奈勿 麻立干 | 나물 마립간 奈勿 麻立干 |                             |                             |                             |                             |                             |                             |  |  |  |  |  |  |  |  |  |  |  |  |  |  |  |  |  |  |  |  |
|                         |                         | 보반부인 김씨 保反夫人 金氏 | 보반부인 김씨 保反夫人 金氏 | 보반부인 김씨 保反夫人 金氏 | 보반부인 김씨 保反夫人 金氏 | 보반부인 김씨 保反夫人 金氏 | 보반부인 김씨 保反夫人 金氏 |  |  |           |           |           |           |           |           |           |           |           |           | 나물 마립간 奈勿 麻立干 | 나물 마립간 奈勿 麻立干 | 나물 마립간 奈勿 麻立干 | 나물 마립간 奈勿 麻立干 | 나물 마립간 奈勿 麻立干 | 나물 마립간 奈勿 麻立干 |                             |                             |                             |                             |                             |                             |  |  |  |  |  |  |  |  |  |  |  |  |  |  |  |  |  |  |  |  |
|                         |                         |                             |                             |                             |                             |                             |                             |  |  |           |           |           |           |           |           |           |           |           |           |                         |                         |                         |                         |                         |                         |                             |                             |                             |                             |                             |                             |  |  |  |  |  |  |  |  |  |  |  |  |  |  |  |  |  |  |  |  |
|                         |                         |                             |                             |                             |                             |                             |                             |  |  |           |           |           |           |           |           |           |           |           |           |                         |                         |                         |                         |                         |                         |                             |                             |                             |                             |                             |                             |  |  |  |  |  |  |  |  |  |  |  |  |  |  |  |  |  |  |  |  |
|                         |                         |                             |                             |                             |                             |                             |                             |  |  |           |           |           |           |           |           |           |           |           |           |                         |                         |                         |                         |                         |                         |                             |                             |                             |                             |                             |                             |  |  |  |  |  |  |  |  |  |  |  |  |  |  |  |  |  |  |  |  |
|                         |                         |                             |                             |                             |                             |                             |                             |  |  |           |           |           |           |           |           |           |           |           |           |                         |                         |                         |                         |                         |                         |                             |                             |                             |                             |                             |                             |  |  |  |  |  |  |  |  |  |  |  |  |  |  |  |  |  |  |  |  |
| 눌지 마립간 訥祗 麻立干 | 눌지 마립간 訥祗 麻立干 | 눌지 마립간 訥祗 麻立干     | 눌지 마립간 訥祗 麻立干     | 눌지 마립간 訥祗 麻立干     | 눌지 마립간 訥祗 麻立干     |                             |                             |  |  | 복호 卜好 | 복호 卜好 | 복호 卜好 | 복호 卜好 | 복호 卜好 | 복호 卜好 |           |           |           |           | 미사흔 未斯欣           | 미사흔 未斯欣           | 미사흔 未斯欣           | 미사흔 未斯欣           | 미사흔 未斯欣           | 미사흔 未斯欣           |                             |                             |                             |                             |                             |                             |  |  |  |  |  |  |  |  |  |  |  |  |  |  |  |  |  |  |  |  |

## 관련 문화재
- 경주 내물왕릉 - 사적 제188호

## 같이 보기
- 고구려
  - 고국원왕 (331년 ~ 371년)
  - 소수림왕 (371년 ~ 384년)
  - 고국양왕 (384년 ~ 391년)
  - 광개토대왕 (391년 ~ 412년)
- 백제
  - 근초고왕 (346년 ~ 375년)
  - 근구수왕 (375년 ~ 384년)
  - 침류왕 (384년 ~ 385년)
  - 진사왕 (385년 ~ 392년)
  - 아신왕 (392년 ~ 405년)